# Gentiana flavomaculata
Gentiana flavomaculata är en gentianaväxtart som beskrevs av Bunzo Hayata. Gentiana flavomaculata ingår i släktet gentianor, och familjen gentianaväxter. Utöver nominatformen finns också underarten G. f. yuanyanghuensis.